# Stenotarsinae
Stenotarsinae es una subfamilia de coleópteros polífagos. Algunas taxonomías la consideran un sinónimo de Endomychinae.

## Géneros
Según Biolib, comprende los siguientes géneros:
- Africanasaula Pic, 1946
- Chondria Gorham, 1887
- Danae Reiche in Ferret & Galinier, 1847
- Ectomychus Gorham, 1887
- Paniegena Heller, 1916
- Perrisina Strand, 1921
- Saula Gerstaecker, 1858
- Stenotarsus Perty, 1832
- Tragoscelis Strohecker, 1953